# Lutzomyia rangeliana
Lutzomyia rangeliana är en tvåvingeart som först beskrevs av Ortíz I. 1952.  Lutzomyia rangeliana ingår i släktet Lutzomyia och familjen fjärilsmyggor. Inga underarter finns listade i Catalogue of Life.